# Джунгарский емуранчик
Джунгарский емуранчик (лат. Stylodipus sungorus) — вид тушканчиков из подсемейства Dipodinae. Обитает в пустынях и полупустынях на юго-западе Монголии, Синьцзян (Китай).